# Leticia Calderón
Pour les articles homonymes, voir Calderón.
Carmen Leticia Calderón León (Guaymas, 15 juillet 1968) est une actrice mexicaine. 
Elle a habité à Alvarado, à Veracruz, à Guaymas, à Sonora et à La Paz avant de s'installer à Mexico, où elle étudie au Centro de Capacitación de Televisa (Centre de Formation de Televisa).
Elle a participé à plusieurs telenovelas et œuvres théâtrales. Un de ses rôles les plus importants est Esmeralda, personnage éponyme de la série "Esmeralda" qui a connu un grand succès surtout dans les pays de l'Europe de l'Est. 
Elle se retire huit ans (2000- 2008), pour s'occuper de ses enfants, spécialement de Luciano, qui a le Syndrome de Down.

## Telenovelas
- 1982-1983 : Chispita
- 1982-1983 : Bianca Vidal
- 1983-1984 : Amalia Batista : Leticia
- 1984-1986 : Principessa : Vicky
- 1985-1986 : El ángel caído
- 1986 : Monte calvario : Tere
- 1986 : El camino secreto : Alma
- 1987 : La Indomable : María Fernanda Villalpando
- 1987-1988 : Tal como somos : Margarita Cisneros
- 1989 : La casa al final de la calle : Teresa Altamirano Nájera
- 1990 : Yo compro esa mujer : Ana Cristina Montes de Oca
- 1992 : Valeria y Maximiliano : Valeria Landero de Riva
- 1993 : Entre la vida y la muerte : Susana Trejos
- 1994 : Prisionera de amor : Consuelo
- 1995-1996 : Lazos de amor : Asistente
- 1996 : La antorcha encendida : Teresa de Muñiz
- 1997 : Esmeralda : Esmeralda Peñarreal de Velasco
- 1998-1999 : El diario de Daniela : Leonor de Monroy
- 1999-2000 : Laberintos de pasión : Julieta Valderrama
- 1999-2000 : Cuento de Navidad : Espíritu de las Navidades futuras
- 2003 : Amor real : Hanna de la Corcuera
- 2006-2007 : Hoy
- 2006 : Heridas de amor : Fernanda de Aragón (jeune)
- 2008 : Killer Women
- 2008-2009 : En nombre del amor : Carlota Espinoza de los Monteros
- 2011 : La fuerza del destino : Alicia Villagómez
- 2012 : Amor Bravío : Isadora González Vda. de Lazcano
- 2015 : A que no me dejas : Inés Urrutia de Murat[1]
- 2016 : Mujeres de negro : Irene Palazuelos Mondragón[2]